# Charles Andrew Cotton
Pour l’article homonyme, voir Charles Cotton.
Charles Andrew Cotton (Dunedin, 24 février 1885 – 29 juin 1970) est un géologue et géomorphologue néo-zélandais considéré comme un des plus importants que le pays ait produits.

## Biographie
Cotton a étudié à Christchurch Boys' High School (en), où il est devenu aveugle de l'œil gauche à cause de la farce d'un camarade. En 1908, il a obtenu un Master of Science en géologie de l'Université d'Otago avec les honneurs de première classe. Il a ensuite été le directeur de l'école des mines de Coromandel de 1908 à 1909, puis lecteur à l'Université Victoria de Wellington de 1909 à 1920, date à laquelle il a été nommé à la chaire de géologie. Il a pris sa retraite en 1953.
Influencé par l'américain William Morris Davis, Cotton est devenu une autorité en matière de géomorphologie grâce à ses livres et articles, les plus notables étant Geomorphology of New Zealand (1922), Landscape (1941), Geomorphology (1942), Climatic Accidents in Landscape Making (1942), Volcanoes as Landscape Forms (1944), The Earth Beneath (1945), Living on a Planet (1945) et New Zealand Geomorphology (1955). Il a lui-même influencé le géologue britannique Lester Charles King (en) (1907–1989).
Son œuvre a aussi inspiré les paysages du peintre Colin McCahon.

## Hommages
L'Université Victoria de Wellington a donné son nom à un de ses bâtiments sur le campus de Kelburn, un bloc abritant des départements scientifiques, des  amphithéâtres, des laboratoires et une « rue » intérieure surnommée « Cotton Street ».